# Georges Urbain
Pour les articles homonymes, voir Urbain.
Georges Urbain, né le 12 avril 1872 à Paris 11e et mort le 5 novembre 1938 dans la même ville, est un chimiste, peintre, sculpteur, musicien et compositeur français, académicien des sciences, découvreur du lutécium.

## Biographie
Ingénieur diplômé (9e promotion) de l'École supérieure de physique et de chimie industrielles de la ville de Paris (aujourd'hui ESPCI Paris), il rejoint la compagnie générale de l'électricité après avoir soutenu son doctorat sur les terres rares en 1899. Il est nommé chef des travaux d'électrochimie à l'ESPCI sous la direction de Pierre Curie puis rejoint le laboratoire de Jean Perrin en 1906.
En 1907, il découvre l'élément lutécium (Z=71) en séparant les oxydes d'ytterbium et de lutécium. Il prétend également avoir découvert le celtium (Z=72) et obtient pour la première fois du gadolinium (Z=64) à l'état pur en 1935.
En 1908, il est nommé professeur de chimie des minéraux à la faculté des sciences de l'université de Paris et propose une unification des théories des liaisons chimiques de la chimie des complexes et de la chimie des minéraux. Il devient professeur de chimie générale tout en assurant la direction de l'École nationale supérieure de chimie de Paris de 1928 à 1938 et celle de l'Institut Rockefeller de physico-chimie biologique à Paris pour la partie chimie en collaboration avec le physicien Jean Perrin.
Georges Urbain était également musicien et compositeur. Il a laissé une œuvre pour piano et orgue qui a récemment (2015) été enregistrée grâce à Christian Grimault, du Conservatoire national de musique de Nantes.
Georges Urbain a d'autre part publié en 1924 un essai sur la musique, Le Tombeau d'Aristoxène, dans la collection Encyclopédie scientifique, aux Éditions Gaston Douin, où il compare et explique les différents modes harmoniques à travers les âges.

### Terres rares
Les techniques de séparation par cristallisation fractionnée des terres rares sont développées par Georges Urbain : en 1907, à l'issue de 15 000 cycles de cristallisation fractionnée, il parvient à isoler le lutécium, dernier élément de la série des lanthanides.

### Vie privée
Georges Urbain est le fils de Victor Urbain (1839-1907), ingénieur de l'École centrale des arts et manufactures, professeur de physique à l'École primaire supérieure Lavoisier, et de Clémentine Godard. Son frère était le chimiste Auguste Urbain, né en 1870. Georges Urbain épouse en premières noces Jeanne Privat, qui a composé des chants et des poèmes, puis en secondes noces, Jacqueline Nancy Ullern, qui était son infirmière. Il a eu deux enfants, Pierre Urbain et Andrée Urbain, et trois petits-enfants, Madeleine, Pierrette et Daniel Urbain. Jean-Rémy Bost est son arrière-petit-neveu.

## Chronologie
- 1894 : Chimiste diplômé de l'École de physique et chimie industrielles de la ville de Paris, licencié ès sciences physiques.
- 1898 : Officier d'Académie.
- 1899 : Docteur ès sciences, thèse de doctorat intitulée Recherches sur la séparation des terres rares, soutenue devant Charles Friedel, Gabriel Lippmann et Alfred Ditte.
- 1902 : Lauréat de la Société d'Encouragement pour le développement de l'Industrie Nationale.
- 1905 : Lauréat de l'Institut, prix Hughes, médaille Berthelot.
- 1906 : Lauréat de la Société Chimique, prix Nicolas Leblanc.
- 1907 : Officier de l'Instruction Publique.
- 1912 : Lauréat de l'Institut, prix La Caze.
- 1918 : Chevalier de la Légion d'Honneur (au titre militaire), commandeur du Nichan Iftikhar de Tunisie.
- 1894-1895 : Préparateur à l'École de physique et chimie industrielles de la ville de Paris (Chimie minérale).
- 1895-1897 : Préparateur à la Faculté des Sciences (Physique).
- 1895-1898 : Préparateur particulier de Charles Friedel.
- 1897-1899 : Professeur de Physique et de Chimie à l'École alsacienne.
- 1899-1904 : Chef de Laboratoire de Recherches de la Compagnie Générale d'Électricité.
- 1905-1906 : Sous-chef de travaux à l'École de physique et chimie industrielles de la ville de Paris (Électrochimie).
- 1906 : Chargé d'un cours complémentaire de Chimie analytique à la faculté des sciences de l'Université de Paris.
- 1907 : Membre de la Commission internationale des Poids atomiques, chargé d'un cours complémentaire de Chimie minérale à la Faculté des Sciences de l'Université de Paris.
- 1908 : Professeur de Chimie à la Faculté des Sciences de l'Université de Paris.
- 1909 : Membre correspondant de l'Académie Royale des Sciences de Madrid, président de la Société de Chimie physique.
- 1914 : Chef du laboratoire de chimie de la Section technique de l'Artillerie.
- 1915 : Conseiller technique du Parc d'Artillerie de la Place de Vincennes.
- 1916 : Membre de l'Inspection des Études et Expériences chimiques de guerre.
- 1917 : Chargé de Mission à l'Université de Madrid (Conférences).
- 1918 : Professeur suppléant à l'École Centrale des Arts et Manufactures.
- 1919 : Membre correspondant de l'Académie Royale des Sciences de Bruxelles.
- 1920 : Professeur de Chimie Minérale et Analytique à l'École Centrale des Arts et Manufactures, membre d'honneur de la Société Chimique de Londres.
- 1921 : Membre de l'Académie des Sciences (Section de Chimie).
- 1928 : Titulaire de la Chaire de Chimie générale (Le Chatelier), directeur de l'Institut de Chimie (École nationale supérieure de chimie de Paris), co-directeur avec Jean Perrin et André Mayer de l'Institut de biologie physico-chimique.
- 1930 : Créateur du Laboratoire des Terres Rares à l'École nationale supérieure de Chimie de Paris.
- 1933 : Commandeur dans l'ordre de la Légion d'honneur[6].

## Ouvrages scientifiques
- Introduction à l'étude de la spectrochimie, Paris, Hermann, 1911.
- Introduction à la chimie des complexes minéraux, Paris, Hermann, 1913.
- Les disciplines d'une science: la chimie, 1921.
- L'énergétique des réactions chimiques, Paris, Doin, 1925.
- Les notions fondamentales d'élément chimique et d'atome, Paris, Gauthier-Villars, 1925.
- L'énergétique des réactions chimiques, 1925.
- La coordination des atomes dans la molécule et la symbolique chimique, Paris, Hermann, 1933.
- La science, ses progrès, ses applications, avec Marcel Boll, 2 volumes, Librairie Larousse, Paris, 1934.
- Traité de chimie générale, en collaboration avec Georges Champetier, préface de Paul Langevin et Jean Perrin, Paris, Hermann, 1939.

## Essais
- Le tombeau d'Aristoxène, essai sur la musique, Paris, Doin, 1924.
- La mélodie, in Journal de psychologie normale et pathologique, Félix Alcan, 1926.

## Compositions musicales
- Œuvres pour piano 
  - Pantomime des dryades et des chèvre-pieds dans un paysage de l'Ile-de-France
  - Le retour éternel
  - Chimères
  - Scherzo
  - Elégie tabarinesque
  - Prélude des chinois, des singes et des bergères
  - L'embarquement pour Cythère
  - L'escorte d'équipage
  - L'amour au théâtre italien
  - L'amour au théâtre français
  - Monsieur et Madame Denis
  - Les jeux de la horde
  - Le prisme
  - Dans la forêt
  - Quand le soir tombe
  - Au souffle du matin
  - Impression du Sahara: l'Oued jaseur
- Œuvres pour orgue 
  - Matines, sur un motif de Girolamo Frescobaldi
  - Le retour éternel
  - Sonate pour orgue dédiée à Henry Mesmin
- Œuvres vocales 
  - Ne pleurez plus, mes sœurs
- Musique de chambre
  - Andante, pour piano et quatuor à cordes
- Opéra 
  - Le Prisme, livre III
- Autres
  - A la veillée
  - Chanson d'automne (sur une poésie de Paul Verlaine)
  - Sur l'herbe (sur une poésie de Paul Verlaine)
  - Magagnose and Dionysos (six variations)